# Ох, лікарю!
«Ох, лікарю!» (англ. Oh Doctor!) — американська короткометражна комедія Роско Арбакла 1917 року з Бастером Кітоном в головній ролі.

## Сюжет
Лікар Холпок, його дружина і син присутні на кінних перегонах. Лікар фліртує з іншою жінкою, в результаті лікар і хлопець незнайомки програють всі гроші, поставлені на одного і того ж коня, тим самим, розчаровувавши обох жінок. Холпок намагається придумати як отримати нових пацієнтів, а інший чоловік як повернути частину грошей за рахунок лікаря.

## У ролях
- Роско «Товстун» Арбакл — лікар Товстун Холпок
- Бастер Кітон — молодший Холпок
- Аль Ст. Джон — гравець
- Еліс Манн — спокусниця
- Еліс Лейк — прислуга